# Opposizione Democratica di Serbia
L'Opposizione Democratica di Serbia (in serbo: Демократска oпозиција Србије, Demokratska opozicija Srbije, DOS) è stata una coalizione di partiti politici attiva in Serbia dal 2000 al 2003. Costituitasi per coordinare le forze politiche contrapposte a Slobodan Milošević, si presentò in occasione delle elezioni presidenziali in Jugoslavia del 2000 e alle elezioni parlamentari in Serbia del 2000. Il suo leader era Zoran Đinđić.

## Membri
L'alleanza vide l'adesione di molti partiti e movimenti, tra cui:
- Partito Democratico di Serbia (nazional-conservatori);
- Partito Democratico (socioliberali);
- Alleanza Civica di Serbia (liberali);
- Alternativa Democratica (socialdemocratici);
- Nuova Serbia (nazionalisti);
- Partito Democratico Cristiano di Serbia (moderati);
- Lega dei Socialdemocratici di Voivodina (regionalisti);
- Alleanza degli Ungheresi di Voivodina (minoranza);
- Partito Democratico del Sangiaccato (minoranza);
- Altri partiti minori e ONG anti-governativi.

DOS fu il maggiore promotore dei Moti del 5 ottobre del 2000, che portarono alla caduta di Milošević e alla disfatta elettorale del Partito Socialista di Serbia. L'opposizione vinse le elezioni parlamentari in Serbia del 2000 e Đinđić divenne Primo Ministro.

## Scioglimento
Nel 2003 in vista della formazione della Serbia e Montenegro e dopo la sconfitta del candidato DOS Dragoljub Mićunović alle elezioni presidenziali del 2003 su richiesta del Partito Democratico venne sciolta il 18 novembre 2003.
| Controllo di autorità | VIAF (EN) 150342515 · LCCN (EN) n2010071271 · GND (DE) 4647144-3 |